# Woodsboro (Texas)
Pour les articles homonymes, voir Woodsboro.
Woodsboro est une ville du comté de Refugio au Texas, dans le Sud des États-Unis d’Amérique. La commune compte 1 685 habitants en l’an 2000. 